# آنا کوراکاکی
آنا کوراکاکی (یونانی: Άννα Κορακάκη؛ زادهٔ ۸ آوریل ۱۹۹۶) تیرانداز زن اهل یونان است.
در مسابقات تیراندازی المپیک ریو در ماده تپانچه ۲۵ متر زنان به مدال طلا و در ماده تپانچه بادی ۱۰ متر زنان با ۱۷۷٫۷ امتیاز به مدال برنز رسید.